# Герб Сінтри
Ге́рб Сі́нтри — офіційний символ містечка Сінтра, Португалія. Використовується як територіальний герб. У червоному щиті золота мавританська вежа із синіми вікнами і брамою. Вона височіє на зеленій скелі, промальованій чорним. На вежі висить п'ятірка португальських щитків, на кожному з яких 13 безантів. Правий і лівий щитки обернені підніжжями до центру. Обабіч вежі два срібних півмісяці, рогами догори, над якими дві срібні п'ятипроменеві зірки. Щит увінчує срібна мурована містечкова корона з чотирма вежами.  Під щитом біла стрічка, на якій великими літерами напис португальською: «vila de Sintra» (містечко Сінтра).  Офіційно затверджений 1929 року.  

## Галерея

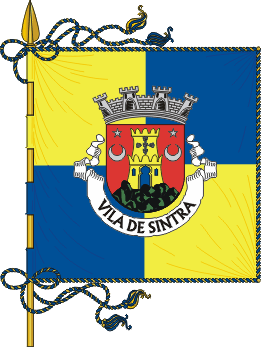
Прапор
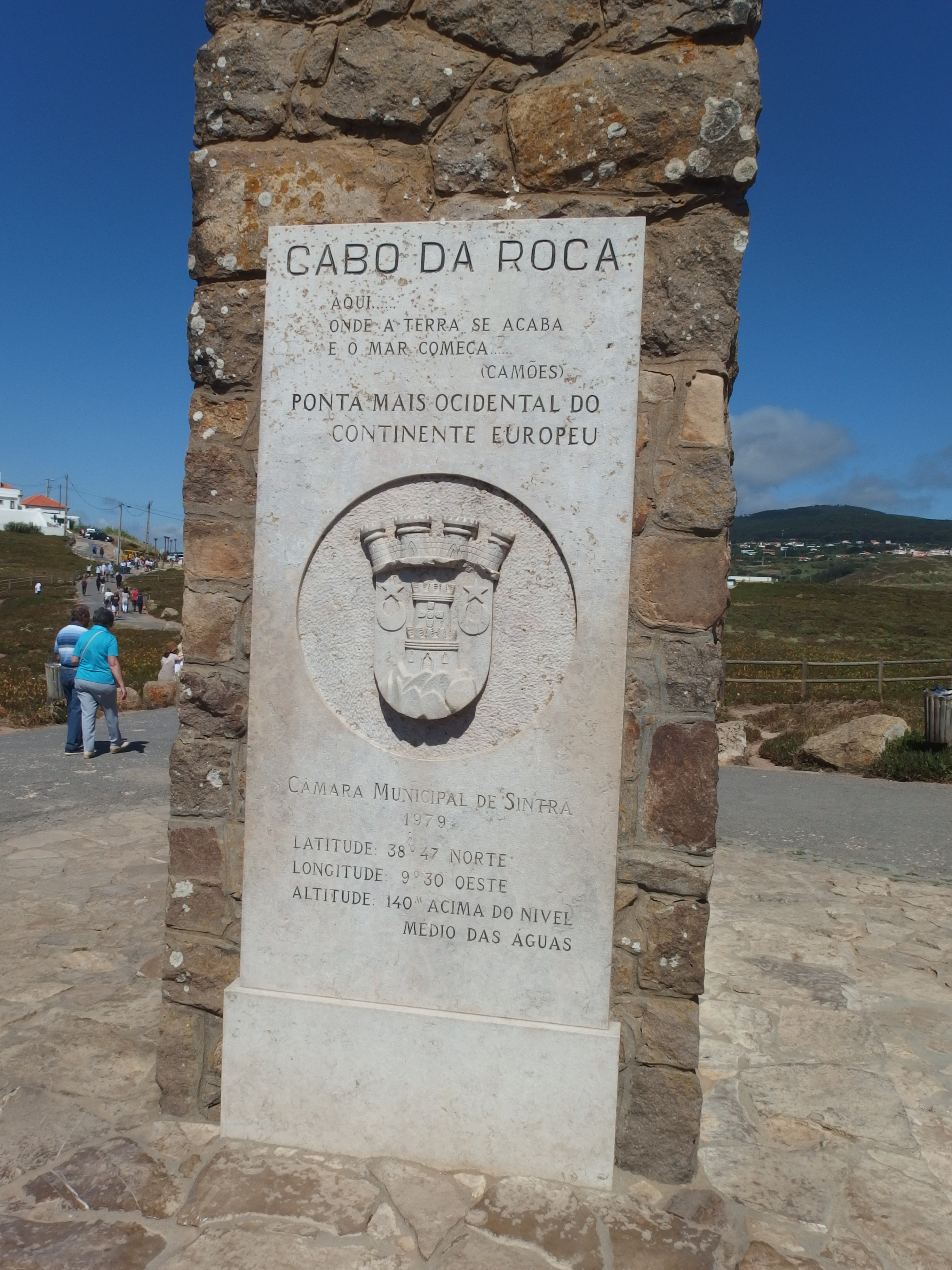
Герб на мисі Рока